# The Distillers (album)
The Distillers – debiutancki album punkrockowego zespołu The Distillers. Została wydana w 2000 roku w wytwórni Hellcat Records.

## Lista utworów
1. "Oh Serena" – 2:32
2. "Idoless" – 2:28
3. "The World Comes Tumblin'" – 3:08
4. "L.A. Girl" – 2:59
5. "Distilla Truant" – 2:24
6. "Ask the Angels" – 3:10
7. "Oldscratch" – 0:43
8. "Girlfixer" – 1:14
9. "Open Sky" – 3:07
10. "Red Carpet and Rebellion" – 3:08
11. "Colossus U.S.A" – 2:15
12. "Blackheart" – 1:45
13. "Gypsy Rose Lee" – 3:54
14. "The Blackest Years" – 7:28